# Evarcha
Genre
Synonymes
- Maturna C. L. Koch, 1850
- Evacin Prószyński, 2018
- Evalba Prószyński, 2018
- Evaneg Prószyński, 2018
- Evawes Prószyński, 2018

Evarcha est un genre d'araignées aranéomorphes de la famille des Salticidae.

## Distribution
Les espèces de ce genre se rencontrent en Afrique, en Asie, en Europe, en Océanie et en Amérique du Nord.

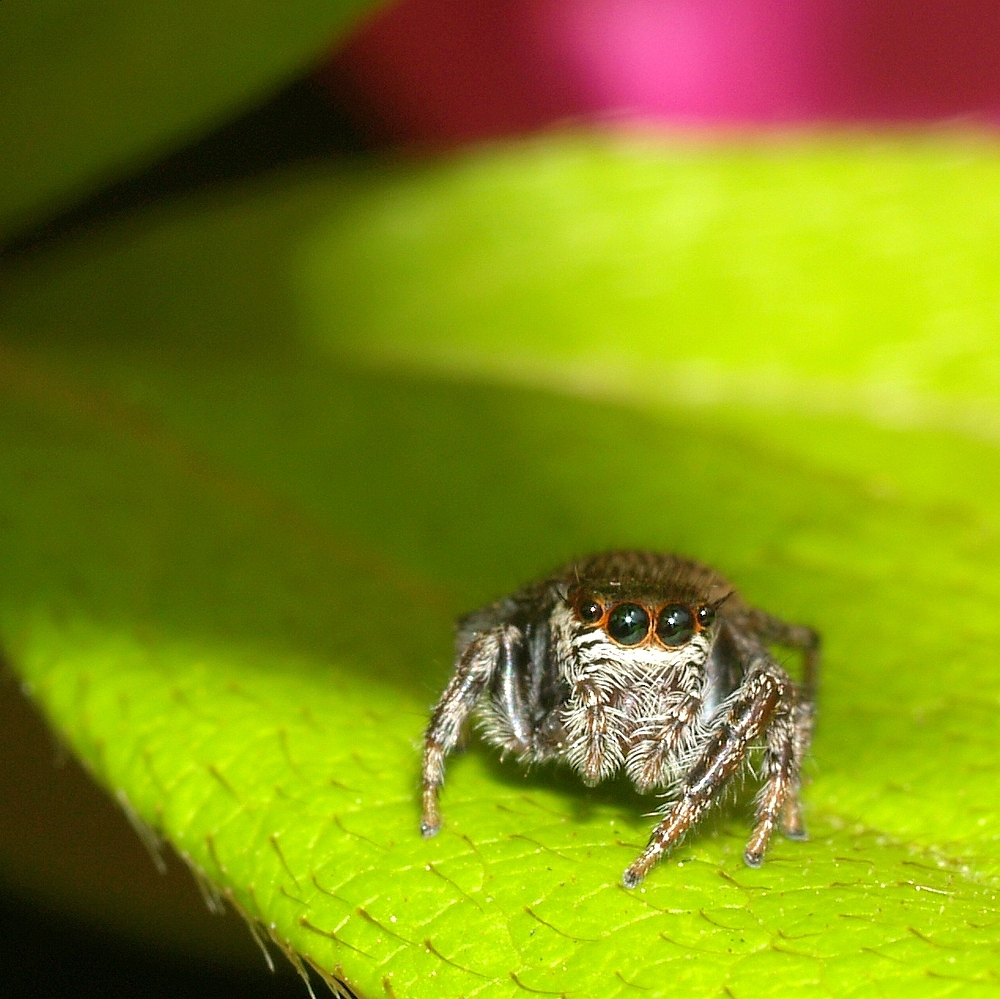
Evarcha albaria

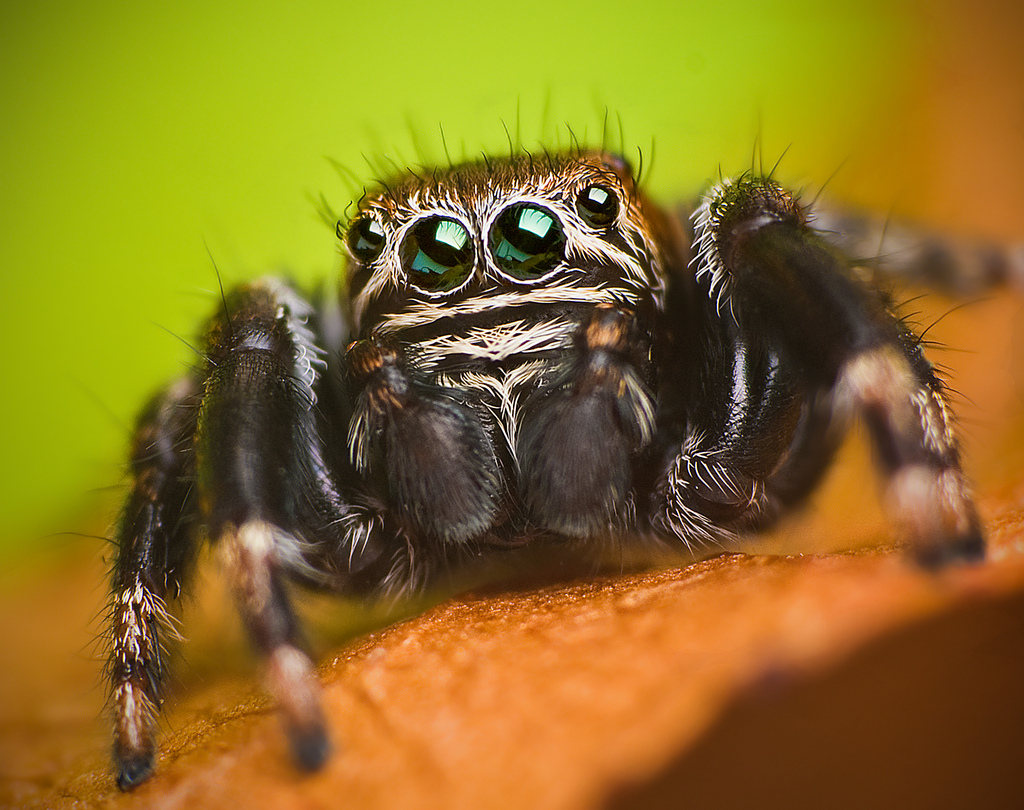
Evarcha arcuata

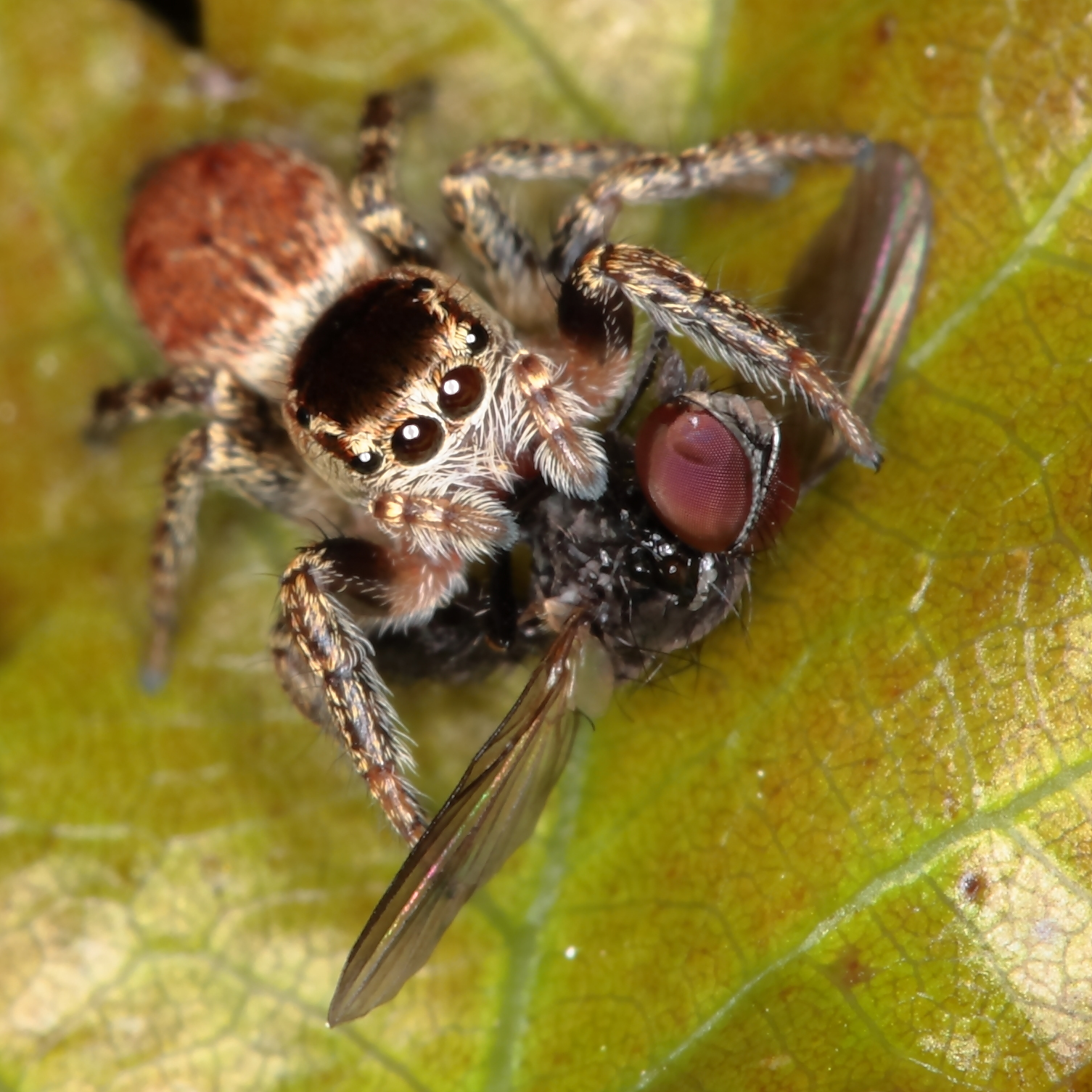
Evarcha falcata

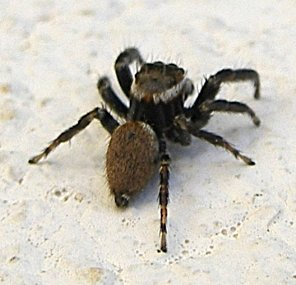
Evarcha jucunda

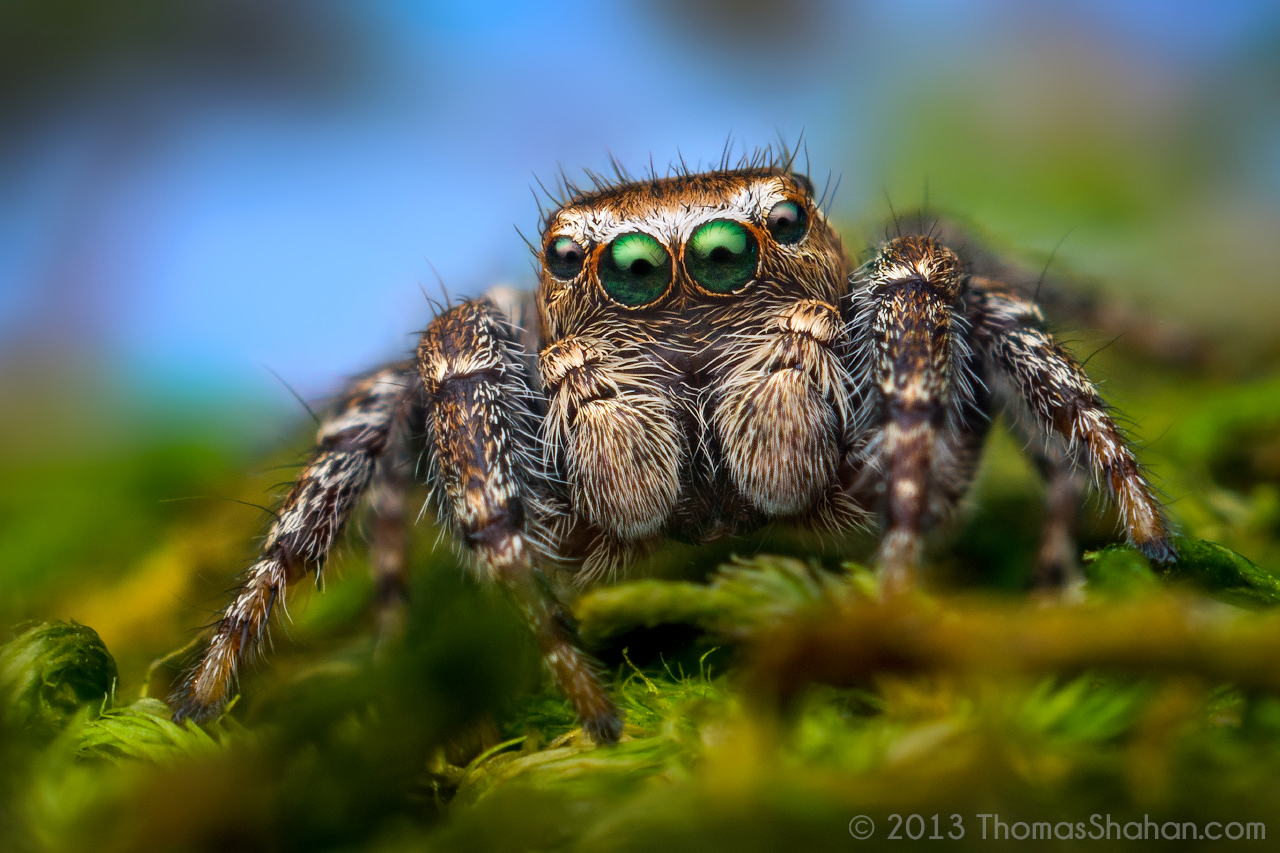
Evarcha proszynskii

## Liste des espèces
Selon World Spider Catalog (version 26, 04/07/2025) :
- Evarcha acuta Wesołowska, 2006
- Evarcha aegyptiaca (Prószyński, 2018)
- Evarcha alba (G. W. Peckham & E. G. Peckham, 1903)
- Evarcha albaria (L. Koch, 1878)
- Evarcha amabilis (C. L. Koch, 1846)
- Evarcha amanzi Wesołowska & Haddad, 2018
- Evarcha annae (G. W. Peckham & E. G. Peckham, 1903)
- Evarcha aposto Wesołowska & Tomasiewicz, 2008
- Evarcha arabica Wesołowska & van Harten, 2007
- Evarcha arcuata (Clerck, 1757)
- Evarcha armeniaca Logunov, 1999
- Evarcha awashi Wesołowska & Tomasiewicz, 2008
- Evarcha bakorensis Rollard & Wesołowska, 2002
- Evarcha besar (Prószyński, 2018)
- Evarcha bicoronata (Simon, 1901)
- Evarcha bihastata Wesołowska & Russell-Smith, 2000
- Evarcha brinki Haddad & Wesołowska, 2011
- Evarcha bulbosa Żabka, 1985
- Evarcha carbonaria (Lessert, 1927)
- Evarcha certa Rollard & Wesołowska, 2002
- Evarcha chappuisi Lessert, 1925
- Evarcha chiayiensis Chen, Lin & Ueng, 2021
- Evarcha chubbi Lessert, 1925
- Evarcha coreana Seo, 1988
- Evarcha crinita Logunov & Zamanpoore, 2005
- Evarcha culicivora Wesołowska & Jackson, 2003
- Evarcha damongo Wawer & Wesołowska, 2025
- Evarcha darinurica Logunov, 2001
- Evarcha darthvaderi Yu & Zhang, 2024
- Evarcha degeni Wiśniewski & Wesołowska, 2024
- Evarcha dena Zamani, 2017
- Evarcha denticulata Wesołowska & Haddad, 2013
- Evarcha dubia (Kulczyński, 1901)
- Evarcha eriki Wunderlich, 1987
- Evarcha falcata (Clerck, 1757)
- Evarcha fasciata Seo, 1992
- Evarcha flagellaris Haddad & Wesołowska, 2011
- Evarcha flavocincta (C. L. Koch, 1846)
- Evarcha gausapata (Thorell, 1890)
- Evarcha hoyi (G. W. Peckham & E. G. Peckham, 1883)
- Evarcha hyllinella Strand, 1913
- Evarcha idanrensis Wesołowska & Russell-Smith, 2011
- Evarcha ignea Wesołowska & Cumming, 2008
- Evarcha improcera Wesołowska & van Harten, 2007
- Evarcha infrastriata (Keyserling, 1881)
- Evarcha insularis (Metzner, 1999)
- Evarcha jucunda (Lucas, 1846)
- Evarcha karas Wesołowska, 2011
- Evarcha kirghisica Rakov, 1997
- Evarcha kochi Simon, 1902
- Evarcha kpongensis Wawer & Wesołowska, 2025
- Evarcha laetabunda (C. L. Koch, 1846)
- Evarcha lata Kanesharatnam & Benjamin, 2021
- Evarcha longula (Thorell, 1881)
- Evarcha maculata Rollard & Wesołowska, 2002
- Evarcha madagascariensis Prószyński, 1992
- Evarcha michailovi Logunov, 1992
- Evarcha mirabilis Wesołowska & Haddad, 2009
- Evarcha mongolica Danilov & Logunov, 1994
- Evarcha negevensis Prószyński, 2000
- Evarcha nenilini Rakov, 1997
- Evarcha nepos (O. Pickard-Cambridge, 1872)
- Evarcha nigricans (Dalmas, 1920)
- Evarcha nigrifrons (C. L. Koch, 1846)
- Evarcha obscura Caporiacco, 1947
- Evarcha patagiata (O. Pickard-Cambridge, 1872)
- Evarcha picta Wesołowska & van Harten, 2007
- Evarcha pileckii Prószyński, 2000
- Evarcha pinguis Wesołowska & Tomasiewicz, 2008
- Evarcha praeclara Prószyński & Wesołowska, 2003
- Evarcha prosimilis Wesołowska & Cumming, 2008
- Evarcha proszynskii Marusik & Logunov, 1998
- Evarcha pseudopococki Peng, Xie & Kim, 1993
- Evarcha pulchella (Thorell, 1895)
- Evarcha reiskindi Berry, Beatty & Prószyński, 1996
- Evarcha rotundibulbis Wesołowska & Tomasiewicz, 2008
- Evarcha russellsmithi Wesołowska & Tomasiewicz, 2008
- Evarcha selenaria Suguro & Yahata, 2012
- Evarcha seyun Wesołowska & van Harten, 2007
- Evarcha similis Caporiacco, 1941
- Evarcha soricina (Thorell, 1899)
- Evarcha squamulata (Simon, 1902)
- Evarcha striolata Wesołowska & Haddad, 2009
- Evarcha syriaca Kulczyński, 1911
- Evarcha tsipikafotsy Murray, Escobar-Toledo & Pett, 2024
- Evarcha vavannyangisy Murray, Escobar-Toledo & Pett, 2024
- Evarcha villosa Wesołowska & Haddad, 2018
- Evarcha vitosa Próchniewicz, 1989
- Evarcha vittula Haddad & Wesołowska, 2011
- Evarcha werneri (Simon, 1906)
- Evarcha wulingensis Peng, Xie & Kim, 1993
- Evarcha zayu Wang, Mi & Li, 2024
- Evarcha zimbabwensis Wesołowska & Cumming, 2008
- Evarcha zougoussi Wesołowska & Russell-Smith, 2022

## Systématique et taxinomie
Ce genre a été décrit par Simon en 1902 dans les Salticidae.
Evacin, Evalba, Evaneg et Evawes ont été placés en synonymie par Kropf, Blick, Brescovit, Chatzaki, Dupérré, Gloor, Haddad, Harvey, Jäger, Marusik, Ono, Rheims et Nentwig en 2019,.

## Publication originale
- Simon, 1902 : « Études arachnologiques. 31e Mémoire. LI. Descriptions d'espèces nouvelles de la famille des Salticidae (suite). » Annales de la Société Entomologique de France, vol. 71 p. 389-421 (texte intégral).